# Santalum yasi
Santalum yasi är en sandelträdsväxtart som beskrevs av Berthold Carl Seemann. Santalum yasi ingår i släktet Santalum och familjen sandelträdsväxter. Inga underarter finns listade i Catalogue of Life.